# Mark Wells
Mark Ronald Wells (St. Clair Shores, 18 settembre 1957 – Escanaba, 18 maggio 2024) è stato un hockeista su ghiaccio statunitense.

## Palmarès

### Olimpiadi invernali
- 1 medaglia:
  - 1 oro (Lake Placid 1980)